# Lothar von Heinemann (General)
Hans Friedrich Walter Theodor Lothar von Heinemann (* 18. November 1905 in Frankfurt (Oder); † 14. April 1997 in Bonn) war ein Offizier in der Luftwaffe der Wehrmacht und später der Luftwaffe der Bundeswehr. Er ging als Generalmajor in den Ruhestand.

## Herkunft
Lothar von Heinemann war ein Nachfahre in vierter Generation des 1781 geadelten braunschweigischen Oberstleutnants Ernst Christoph Heinemann (1734–1785). Sein Großvater Hermann von Heinemann (1812–1871) war ein Entomologe und Finanzrat. Seine Tante Margarete von Heinemann (1856–1939) wirkte als Äbtissin des Stifts Steterburg, sein Onkel Walter von Heinemann (1858–1928) diente als preußischer General der Infanterie. Der gleichnamige Historiker Lothar von Heinemann (1859–1901) war ein Onkel zweiten Grades, der Schriftsteller Albrecht von Heinemann (1903–1962) ein Cousin zweiten Grades.

## Leben
Von Heinemann trat am 25. Oktober 1925 in das Heer der Reichswehr ein. Er begann am 6. Oktober 1936 eine Generalstabsausbildung an der im Vorjahr wiedereröffneten Heereskriegsakademie in Berlin. Am 1. August 1938 wechselte von Heinemann zur Luftwaffe. Er wurde am 1. März 1939 Staffelkapitän der 6. Staffel des Kampfgeschwaders 253. Das Geschwader wurde am 1. Mai 1939 in Kampfgeschwader 4 umbenannt.
Mit dem Kampfgeschwader 4 nahm er ab dem 1. September 1939 im Rang eines Hauptmanns am Überfall auf Polen teil. Dazu war das Geschwader mit seinen Heinkel He 111 der 2. Fliegerdivision in der Luftflotte 4 unterstellt. 1940 wurde Lothar von Heinemann das Eiserne Kreuz II. Klasse verliehen. Zum 1. März 1940 wechselte von Heinemann als Erster Generalstabsoffizier (Ia) zum VIII. Fliegerkorps, mit dem er am Westfeldzug, der Luftschlacht um England und dem Deutsch-Sowjetischen Krieg teilnahm. Am 1. November 1940 wurde von Heinemann zum Major befördert. Am 20. Februar 1942 ging er ins Reichsluftfahrtministerium. Am 9. April 1942 wurde von Heinemann mit dem Deutschen Kreuz in Gold ausgezeichnet wurde. Am 20. August 1942 übernahm er, inzwischen als Oberstleutnant, das Amt des Ia beim Fliegerführer 1 in der Luftflotte 1 im Norden der Sowjetunion. Lothar von Heinemann war ab dem 26. Oktober 1942 vertretungsweise, ab dem 15. Januar 1943 dauerhaft Chef des Generalstabes des VIII. Fliegerkorps. Hier wurde er am 1. April 1943 zum Oberst befördert, bevor er am 12. Juni 1943 in den Stab der Luftflotte 4 wechselte. Ab 6. September 1943 wurde er Chef des Generalstabes im II. Fliegerkorps und ab 20. Juli 1944 in gleicher Funktion beim I. Jagdkorps. Am 1. September 1944 wechselte er erneut, um in gleicher Funktion im II. Jagdkorps zu dienen. Anschließend wechselte er am 26. Januar 1945 als Kommandeur zur 14. Fliegerdivision. In dieser Funktion geriet er am 2. Mai 1945 bei Husum, noch vor der bedingungslosen Kapitulation der Wehrmacht, in alliierte Kriegsgefangenschaft.
Im Jahre 1956 trat er in die Luftwaffe der Bundeswehr ein und war als Brigadegeneral vom 1. Juli 1958 bis zum 31. Dezember 1960 Chef des Stabes des Führungsstabes der Luftwaffe. Anschließend führte er, als Generalmajor, bis zum 3. Dezember 1963 die 4. Luftverteidigungsdivision in Aurich. Am 30. März 1932 wurde ihm das Große Verdienstkreuz des Verdienstordens der Bundesrepublik Deutschland  verliehen. Er ging als Generalmajor mit Ablauf des März 1964 in den Ruhestand. Danach war er Berater der Allgemeinen Deutschen Philips Industrie.